# Bleu Blanc Blues
Albums de Claude Nougaro
Ami chemin
(1983) Nougaro sur scène
(1985)
Bleu Blanc Blues est un album de Claude Nougaro, il sort en avril 1985 sous le label Barclay.

## Autour de l'album
- Référence originale : Barclay 824576-1

Le piano de mauvaise vie (= Jeru de Gerry Mulligan) est une nouvelle version de ce titre enregistré en 1959 (voir Il y avait une ville).

## Titres
| 1. | Bleu Blanc Blues                | Claude Nougaro                     | Claude Nougaro                  | 2:04 |
| 2. | Sa majesté le jazz              | Claude Nougaro                     | Claude Nougaro                  | 4:00 |
| 3. | Femme orchestre                 | Claude Nougaro                     | Maurice Vander                  | 3:18 |
| 4. | Le piano de mauvaise vie (Jeru) | Claude Nougaro (adaptation)        | Gerry Mulligan                  | 2:18 |
| 5. | Go man                          | Claude Nougaro                     | Bernard Lubat                   | 2:18 |
| 6. | Vieillesse                      | Claude Nougaro                     | Bernard Lubat                   | 3:03 |
| 7. | Réunion                         | Claude Nougaro                     | Maurice Vander                  | 3:14 |
| 8. | Prof de lettres                 | Christian Laborde - Claude Nougaro | Bernard Lubat - Claude Nougaro  | 4:04 |
| 9. | C'est boa                       | Claude Nougaro                     | Claude Nougaro - Maurice Vander | 2:35 |